# 北野をどり
北野をどり（きたのおどり）は毎年3月20日ごろから4月初旬にかけて上七軒歌舞練場で上演される（2023年以降は3月20日から4月2日が上演期間になっている。）。

## 沿革

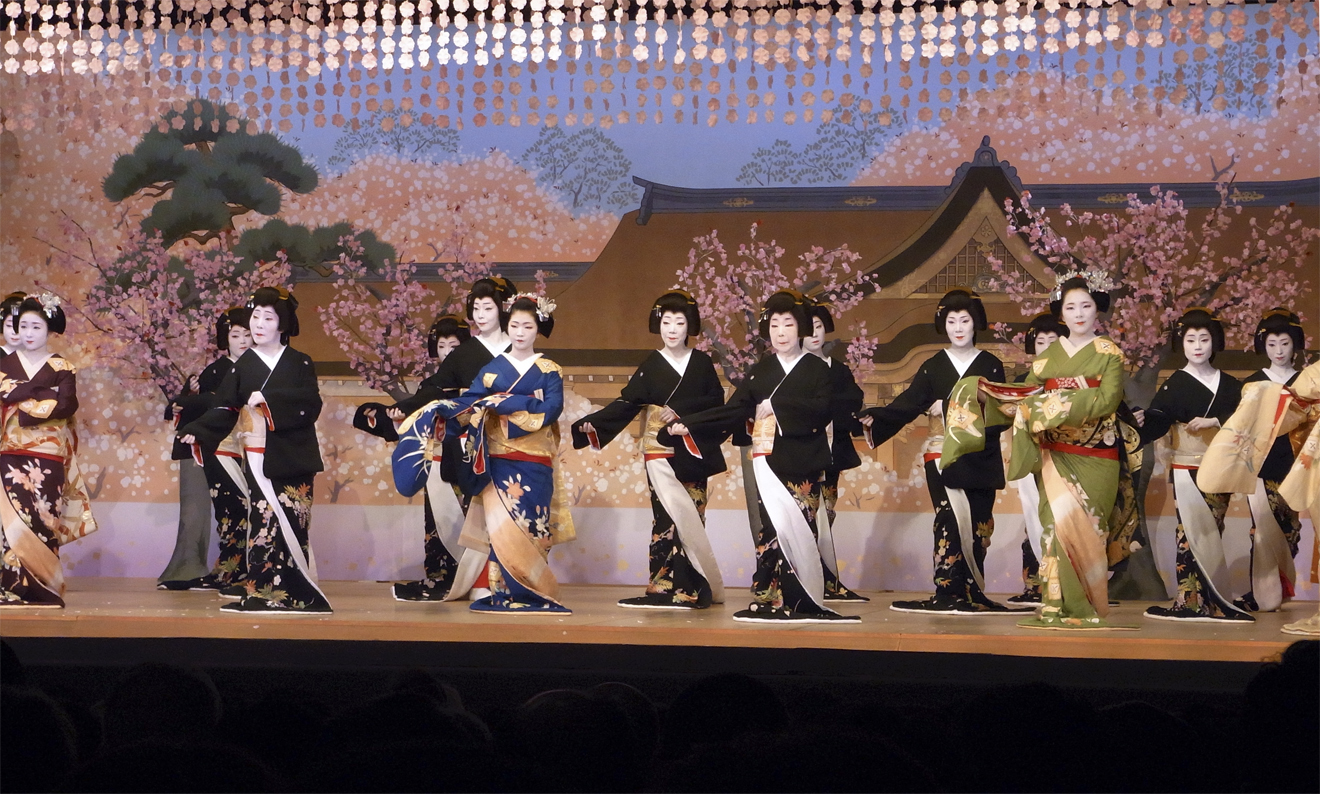
北野をどりのフィナーレ

1952年、北野天満宮で50年に一度行われる大萬燈祭の記念に初演された以来上七軒の特色を生かし、少数ながらに洗練された舞台を披露している。フィナーレには『上七軒夜曲』が定番となっており、島田髷・黒裾引きに揃えた芸妓と色とりどりの鮮やかな衣装の舞妓がそれに合わせながら踊るのが有名。
当初は3月25日から4月中旬にかけて上演されたが、冷暖房設備が整っておらず、4月中旬から4月25日にかけての上演期間に変更された。2010年3月25日、上七軒歌舞練場の大規模の改修工事が終了し、冷暖房設備を完備したこともあって、上演期間が58年振りに繰り上げられ、京都の花街で春のをどりの上演では一番早くなった。

## 年表
- 1952年（昭和27年）、大萬燈祭記念として北野をどり初演。
- 1962年（昭和37年）、休演。
- 1974年（昭和49年）、中止。
- 1977年（昭和52年）、半萬燈祭記念。
- 2002年（平成14年）、北野をどり上演50周年。
- 2010年（平成22年）、上七軒歌舞練場大規模改修工事終了。
- 2020年（令和2年）、新型コロナウイルス感染拡大防止のため秋に延期（後に中止を発表[2]）。
- 2021年（令和3年）、新型コロナウイルス感染拡大防止のため昨年から引き続き中止[3]。
- 2021年、特別公演『楓錦会』開催。期間は9月23日-10月2日、上七軒の舞踊公演は2年ぶり[4]
- 2022年、通常秋に開催される発表会『寿会（ことぶきかい）』を春に開催。期間は4月23日-27日[5]

同年、3年ぶりの開催。期間は10月8日-10月22日。
- 2023年（令和5年）、通常の春公演に戻る。期間は3月20日 - 4月2日[7]。

## 歴代演目

### 1952年～1961年
| 回数 | 年代               | 演目                      | 作詞 | 備考                     |
| ---- | ------------------ | ------------------------- | ---- | ------------------------ |
| 1    | 1952年（昭和27年） | 北野天神記                |      | 大萬燈祭記念として初演。 |
| 2    | 1953年（昭和28年） | 七彩洋燈                  |      |                          |
| 3    | 1954年（昭和29年） | 歌沈諸玉噺                |      |                          |
| 4    | 1955年（昭和30年） | 織姫太平記                |      |                          |
| 5    | 1956年（昭和31年） | 桃山美少年録 明治唄ごよみ |      |                          |
| 6    | 1957年（昭和32年） | 奥嵯峨日記 叡山すみれ     |      |                          |
| 7    | 1958年（昭和33年） | 春信えがく さくら輪唱     |      |                          |
| 8    | 1959年（昭和34年） | ははそはの鐘 姥が餅佳日寿 |      |                          |
| 9    | 1960年（昭和35年） | 慕情の面 人形寺春の夜話   |      |                          |
| 10   | 1961年（昭和36年） | 虞美人草図絵 北野風流     |      |                          |

### 1963年～1972年
| 回数 | 年代               | 演目                      | 作詞 | 備考 |
| ---- | ------------------ | ------------------------- | ---- | ---- |
| 11   | 1963年（昭和38年） | 女人三代 愛してはならぬ人 |      |      |
| 12   | 1964年（昭和39年） | 紅葉だより 雲のかけ橋     |      |      |
| 13   | 1965年（昭和40年） | 万里の風 舞姿つれづれ草   |      |      |
| 14   | 1966年（昭和41年） | マリモ笛 春色つなぎ団子   |      |      |
| 15   | 1967年（昭和42年） | はまゆうの歌 七野風流     |      |      |
| 16   | 1968年（昭和43年） | 雪に啼く 北野まんだら     |      |      |
| 17   | 1969年（昭和44年） | をんな風流 名塩川         |      |      |
| 18   | 1970年（昭和45年） | 花の千一夜 あすもひらく   |      |      |
| 19   | 1971年（昭和46年） | 牡丹慕情 紅がら双紙       |      |      |
| 20   | 1972年（昭和47年） | 竜神の嫁 京の夢・大阪の夢 |      |      |

### 1973年～1982年
| 回数 | 年代               | 演目                            | 作詞 | 備考                   |
| ---- | ------------------ | ------------------------------- | ---- | ---------------------- |
| 21   | 1973年（昭和48年） | 道成寺絵巻 俗曲集三味線草       |      |                        |
| 22   | 1974年（昭和49年） |                                 |      | 中止                   |
| 23   | 1975年（昭和50年） | 愛の鼓 京の俗曲                 |      |                        |
| 24   | 1976年（昭和51年） | 愛してはならぬ人 俗曲十二段返し |      |                        |
| 25   | 1977年（昭和52年） | 北野天神記                      |      | 半萬燈祭記念として再演 |
| 26   | 1978年（昭和53年） | 細川ガラシャ 夢二えがく         |      |                        |
| 27   | 1979年（昭和54年） | 雪に舞う 春や紫                 |      |                        |
| 28   | 1980年（昭和55年） | 慶長女かぶき 弥生の賦           |      |                        |
| 29   | 1981年（昭和56年） | 浪花歌祭文 小唄集三味線草       |      |                        |
| 30   | 1982年（昭和58年） | 長崎物語 花の舞                 |      |                        |

### 1983年～1992年
| 回数 | 年代               | 演目                        | 作詞 | 備考 |
| ---- | ------------------ | --------------------------- | ---- | ---- |
| 31   | 1983年（昭和58年） | 絵島生島恋慕蝶 四季の花     |      |      |
| 32   | 1984年（昭和59年） | 昔ばなし雪月花 舞扇華の歌声 |      |      |
| 33   | 1985年（昭和60年） | 女人平家 粋曲三味線草       |      |      |
| 34   | 1986年（昭和61年） | 黄金の茶室 組曲三題に御座候 |      |      |
| 35   | 1987年（昭和62年） | おさん恋暦 舞扇京芝居       |      |      |
| 36   | 1988年（昭和63年） | 近江の晩鐘 菊               |      |      |
| 37   | 1989年（平成元年） | 大和恋飛脚 平成京の宴       |      |      |
| 38   | 1990年（平成2年）  | 一期一会の恋 花の道成寺     |      |      |
| 39   | 1991年（平成3年）  | 狐火御神渡り 京七小町       |      |      |
| 40   | 1992年（平成4年）  | お夏恋慕笠 上七軒十二月     |      |      |

### 1993年～2002年
| 回数 | 年代               | 演目                    | 作詞 | 備考                   |
| ---- | ------------------ | ----------------------- | ---- | ---------------------- |
| 41   | 1993年（平成5年）  | 余呉の天女 上七軒松竹梅 |      |                        |
| 42   | 1994年（平成6年）  | 元禄京紙衣 京洛京の四季 |      |                        |
| 43   | 1995年（平成7年）  | 女人平家 俗曲十二段返し |      |                        |
| 44   | 1996年（平成8年）  | お七恋鹿子 風流春夏秋冬 |      |                        |
| 45   | 1997年（平成9年）  | お伽白雪噺 旅           |      |                        |
| 46   | 1998年（平成10年） | 繪島生島恋慕蝶 雪月花   |      |                        |
| 47   | 1999年（平成11年） | 四條かぶき 舞姿華艶姿   |      |                        |
| 48   | 2000年（平成12年） | 静恋艸蒔絵 俗曲三味線草 |      |                        |
| 49   | 2001年（平成13年） | 日本の旅情              |      |                        |
| 50   | 2002年（平成14年） | 菅丞相天神繪巻          |      | 大萬燈祭記念として上演 |

### 2003年～2012年
| 回数 | 年代               | 演目                               | 作詞                                           | 備考 |
| ---- | ------------------ | ---------------------------------- | ---------------------------------------------- | ---- |
| 51   | 2003年（平成15年） | 狐火御神渡り 四国歌の旅            |                                                |      |
| 52   | 2004年（平成16年） | 淀殿 -大坂城落つ- 季（とき）の彩り | 谿渓太郎（第1部） 岩田道之輔 長田幹彦（第2部） |      |
| 53   | 2005年（平成17年） | 花折女房 風流雪月花                | 花柳輔太朗                                     |      |
| 54   | 2006年（平成18年） | 雪に啼く 座敷粋曲選                |                                                |      |
| 55   | 2007年（平成19年） | ゑにしの宮 色はにほへど            |                                                |      |
| 56   | 2008年（平成20年） | 昔ばなし雪月花 上七軒風流          |                                                |      |
| 57   | 2009年（平成21年） | 竜神の花嫁 舞扇京芝居              |                                                |      |
| 58   | 2010年（平成22年） | 神曲北野豊楽 俗曲十二段返し 四君子 |                                                |      |
| 59   | 2011年（平成23年） | 元禄京紙衣 魁夢暦                  | 駒井義之（第1部） 仁村美津夫（第2部）          |      |
| 60   | 2012年（平成24年） | 愛してはならぬ人 常磐の寿ぎ        |                                                |      |

### 2013年～2019年
| 回数 | 年代               | 演目                        | 作詞 | 備考 |
| ---- | ------------------ | --------------------------- | ---- | ---- |
| 61   | 2013年（平成25年） | 雲のかけ橋 再春京四季       |      |      |
| 62   | 2014年（平成26年） | 花の千一夜 上七軒俗曲集     |      |      |
| 63   | 2015年（平成27年） | 四條かぶき 舞姿つなぎ団子   |      |      |
| 64   | 2016年（平成28年） | 浪花歌祭文 廓の賑わい       |      |      |
| 65   | 2017年（平成29年） | ゑにしの宮 旅情ところどころ |      |      |
| 66   | 2018年（平成30年） | 北野の杜の物語 色暦俗曲集   |      |      |
| 67   | 2019年（平成31年） | 花折女房 京洛の四季         |      |      |

### 2022年～
新型コロナウイルスにより2年間上演中止。
| 回数 | 年代              | 演目                               | 作詞                  | 備考                                     |
| ---- | ----------------- | ---------------------------------- | --------------------- | ---------------------------------------- |
| 68   | 2022年（令和4年） | 時代の旅人 徒然なるままに          |                       | 新型コロナウイルスの影響により秋に公演。 |
| 69   | 2023年（令和5年） | 花の写し絵 東西粋曲抄              | 花柳輔太朗            | 通常の春公演に戻る。                     |
| 70   | 2024年（令和6年） | 雲のかけ橋 旅情ところどころ        | 八木隆一郎 仁村美津夫 |                                          |
| 70   | 2025年（令和7年） | 絡まる絲 - 西遊記より - 宵のあそび | 花柳輔太郎 〃         |                                          |